# Erateina fluminata
Erateina fluminata är en fjärilsart som beskrevs av Pieter Cornelius Tobias Snellen 1874. Erateina fluminata ingår i släktet Erateina och familjen mätare. Inga underarter finns listade i Catalogue of Life.